# Chaplin som Festarrangør
Chaplin som Festarrangør er en amerikansk stumfilm fra 1914 af Charlie Chaplin.

## Medvirkende
- Charles Chaplin.
- Phyllis Allen som Lena Fat.
- Charles Bennett som George Ham.
- Jess Dandy.
- Alice Davenport.